# Albert Adrià

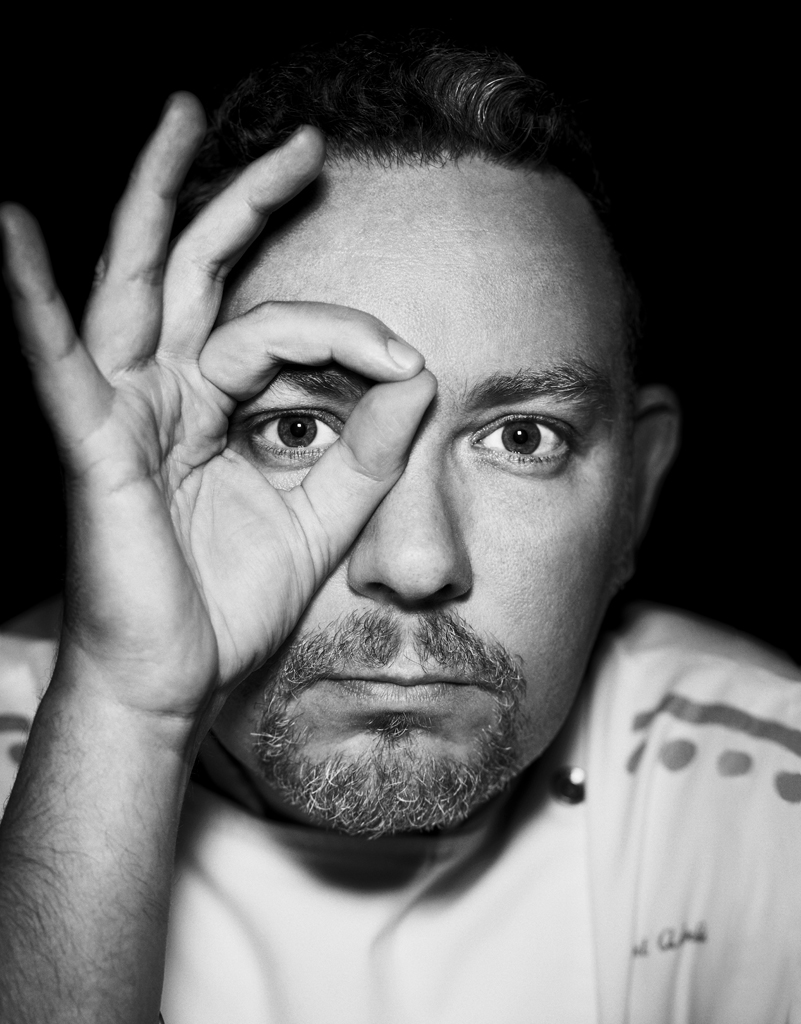
Albert Adrià

Albert Adrià Acosta (L'Hospitalet de Llobregat, 20 oktober 1969) is een Spaans-Catalaanse kok.

## Loopbaan
Adrià was kok en samen met zijn broer chef-kok Ferran Adrià en sommelier Juli Soler de drijvende kracht achter het befaamde restaurant El Bulli in Roses (ook: Rosas) aan de Costa Brava in Spanje. Ferran Adrià was in 1984 met El Bulli begonnen. Albert vervoegde zijn broer in deze zaak na te stoppen met school in 1985. Hij zou er blijven tot 2008. Albert Adrià loopt ook stage in en bij The Fat Duck, Guy Savoy, Michel Bras, Mugaritz, Martín Berasategui en Charlie Trotter. Hij specialiseert zich in banketbakkerij en desserts, en schreef in 1998 zijn boek Desserts van El Bulli. In 2011 opende hij een tapasbar in Barcelona, Tickets. Nadien werd om de hoek 41° geopend, een cocktailbar die uitgroeide tot een restaurant waar een aantal schotels van El Bulli weer opdoken. Ook in Barcelona volgden de restaurants Bodega 1900, Yauarcan en Pakta, ook bekend als Nikkei. Albert Adrià heeft intussen zes horecazaken.